# Beldandi
Beldandi (Nepali बेलडाँडी) ist eine Stadt (Munizipalität) im westlichen Terai Nepals im Distrikt Kanchanpur. 
Beldandi liegt im Süden des Distrikts an der indischen Grenze.
Im September 2015 wurde die Nachbargemeinde Rauteli Bichawa eingemeindet und Beldandi zur Stadt erklärt.

## Einwohner
Bei der Volkszählung 2011 hatten die VDCs, aus welchen Beldandi gebildet wurde, 21.949 Einwohner (davon 10.330 männlich) in 3760 Haushalten.